# Har Nešef
Har Nešef (hebrejsky: הר נשף, někdy též v množném čísle הרי נשף, Harej Nešef) je vrch o nadmořské výšce 899 metrů v jižním Izraeli, v pohoří Harej Ejlat.
Nachází se cca 15 kilometrů severozápadně od města Ejlat, přímo na mezistátní hranici mezi Izraelem a Egyptem (vrcholová kóta leží na egyptské straně hranice). Má podobu výrazného odlesněného skalního masivu, jehož svahy spadají do hlubokých údolí, jimiž protékají vádí. Konkrétně jde o povodí vádí Nachal Šani na severní a severovýchodní straně. Krajina v okolí hory je členěna četnými skalnatými vrchy jako Har Uzijahu na jihovýchodní straně nebo Har Šani na severu. Podobný ráz má i krajina Sinajského poloostrova na západ od Har Nešef. Po východních svazích hory vede na izraelské straně hraniční silnice číslo 12, na západních úbočích je to analogická egyptská hraniční komunikace.